# Dzień Przyjaźni Polsko-Węgierskiej
Dzień Przyjaźni Polsko-Węgierskiej (węg. Lengyel–magyar barátság napja) – polskie oraz węgierskie święto państwowe obchodzone 23 marca od 2007.

## Historia święta
Za pomysłodawców ustanowienia święta uważa się ówczesnych prezydentów Polski i Węgier: Lecha Kaczyńskiego oraz László Sólyoma.
12 marca 2007 parlament Węgier uznał dzień 23 marca Dniem Przyjaźni Polsko-Węgierskiej. Za było 324 posłów, nikt się nie wstrzymał, nikt nie był przeciw. Cztery dni później analogiczną uchwałę podjął przez aklamację polski Sejm.
Rokrocznie organizowane są specjalne obchody tego święta, których gospodarzami są na przemian miasta: polskie i węgierskie. W obu państwach nie jest to dzień wolny od pracy.

## Upamiętnienie
31 lipca 2017 zmieniono nazwę sopockiej ulicy 23 Marca w ten sposób, że zamiast upamiętniać rocznicę wyzwolenia miasta przez Armię Czerwoną, upamiętniała dzień przyjaźni. Miało to związek z tzw. ustawą dekomunizacyjną.